# Чемпионат мира по конькобежному спорту на отдельных дистанциях 2020 — командный спринт (женщины)
Соревнования в в командном спринте среди женщин на чемпионате мира по конькобежному спорту на отдельных дистанциях 2020 года прошли 13 февраля на катке «Олимпийский овал Юты» в Солт-Лейк-Сити, США. Участие приняли 4 команды. Сборная Нидерландов установила мировой рекорд.

## Результаты
| Место | Пара | Страна                                                        | Время   | Отставание |
| ----- | ---- | ------------------------------------------------------------- | ------- | ---------- |
| 1     | 1    | Нидерланды · Фемке Кок · Ютта Лердам · Летиция де Йонг        | 1:24,02 | WR         |
| 2     | 2    | Россия · Ангелина Голикова · Ольга Фаткулина · Дарья Качанова | 1:24,50 | +0,48      |
| 3     | 2    | Польша · Анджелика Вуйцик · Кая Зёмек · Наталия Червонка      | 1:25,37 | +1,34      |
| 4     | 1    | Китай · Тянь Жуйнин · Цзинь Цзинчжу · Синь Чжао               | 1:26,80 | +2,78      |